# Незламное (Бериславский район)
Незламное (укр. Незламне; до 2024 года — Потёмкино) — село в Высокопольской поселковой общине Бериславского района Херсонской области Украины.

## История
Село основано в 1869 году как немецкая колония № 3, позже получила название Ландау. В 1915 году на волне борьбы с немецкими топонимами в Российской империи, колония была переименована в Потёмкино.

## Население
Население по переписи 2001 года составляло 492 человека.

### Языковой состав
Родной язык населения по данным переписи 2001 года:
| Язык       | Численность, чел. | Доля     |
| ---------- | ----------------- | -------- |
| Украинский | 449               | 91,26 %  |
| Русский    | 38                | 7,72 %   |
| Другое     | 5                 | 1,02 %   |
| Итого      | 492               | 100,00 % |

## История
Село основано в 1869 году как немецкая католическая колония Ландау.